# 杰倫·亞當斯 (1996年)
杰倫·泰里克·亞當斯（1996年5月4日—）為美國男子籃球運動員，2018年投入NBA选秀但落選，NBA生涯效力過亚特兰大老鹰、波特兰开拓者與密尔沃基雄鹿，2021-22賽季前往澳洲雪梨國王打球，2022-23賽季初原效力於貝爾格勒紅星。2022年12月18日，中国男子篮球职业联赛青岛雄鹰完成註冊亞當斯。2023年1月16日，青岛雄鹰釋出亞當斯，亞當斯代表青岛雄鹰出賽10場，場均挹注8.7分、3.6籃板、3助攻。2024年3月13日，辽宁飞豹宣布與亞當斯簽約。4月9日，辽宁飞豹取消註冊亞當斯，亞當斯代表辽宁飞豹出賽五場，場均攻下5.2分、1.2籃板、1助攻。

## 外部連結
- 杰倫·亞當斯在fiba.basketball（英语）
- 杰倫·亞當斯在NBA官網（英语）
- 杰倫·亞當斯在NBA G聯盟官網（英语）
- 杰倫·亞當斯在歐洲籃球聯賽官網（英语）
- 杰倫·亞當斯在亞得里亞海聯賽官網（英语）
- 杰倫·亞當斯在中国男子篮球职业联赛官網
- 杰倫·亞當斯在Basketball-Reference.com（NBA）（英语）
- 杰倫·亞當斯在Basketball-Reference.com（NBA G聯盟）（英语）
- 杰倫·亞當斯在Basketball-Reference.com（國際）（英语）
- 杰倫·亞當斯在Sports-Reference.com（NCAA）（英语）
- 杰倫·亞當斯在ESPN（NBA）（英语）
- 杰倫·亞當斯在Eurobasket.com（球員）（英语）
- 杰倫·亞當斯在Proballers（英语）
- 杰倫·亞當斯在RealGM（球員）（英语）
- 杰倫·亞當斯在中国篮球数据库
- 杰倫·亞當斯在中国篮球数据库